# Lellisi Szent Kamill
Lellisi Szent Kamill (Bucchianico, 1550. május 25. – Róma, 1614. július 14.) itáliai pap, katolikus szent, a kamilliánusok rendjének megalapítója.
Lellisi Kamillót 1746-ban avatták szentté. 1886-ban lett a kórházak, a betegek és a haldoklók védőszentje. A neve ott szerepel azokban az imákban, melyeket a haldoklókért mondanak.
1929-ben XI. Piusz pápa az ő oltalma alá helyezte a betegápolói hivatást.
Ünnepét 1762-ben vették fel a római naptárba, július 18-i dátummal. 1969-ben áthelyezték július 14-re.